# 사영기하학
사영기하학(射影幾何學, 영어: projective geometry)은 기하학적 물체가 사영변환 할 때 변하지 않는 특성들을 연구하는 학문이다. 사영대수학은 기초적인 유클리드 기하학과는 달리 사영 공간과 몇 가지 기본적인 기하학적인 개념들로 구성되어있다. 기본적으로 사영 공간에서는 유클리드 공간보다 더 많은 위치를 가지고 있다.

## 같이 보기
- 사영 평면
- 파스칼 정리
- 조지프 웨더번
- 루이스 산탈로